# Hillary Janssens
Hillary Janssens, född 21 juli 1994, är en kanadensisk roddare.
Janssens tog brons tillsammans med Caileigh Filmer i tvåa utan styrman vid olympiska sommarspelen 2020 i Tokyo.